# Jankowo (powiat olsztyński)
Jankowo (niem. Ankendorf) – wieś w Polsce położona w województwie warmińsko-mazurskim, w powiecie olsztyńskim, w gminie Świątki. Siedziba sołectwa.
W latach 1975–1998 miejscowość należała administracyjnie do województwa olsztyńskiego.
Wieś znajduje się w historycznym regionie  Warmii.
We wsi znajduje się barokowa kaplica w kształcie bielonego słupa z dwiema niszami

## Nazwa
12 lutego 1948 r. ustalono urzędową polską nazwę miejscowości – Jankowo, określając drugi przypadek jako Jankowa, a przymiotnik – jankowski.